# Flower Edwards
Flower Edwards (* 21. September 1974 als Miyoko Angela Fujimori in Los Angeles, Kalifornien) ist eine US-amerikanische ehemalige Pornodarstellerin und Schauspielerin. In Pornos trat sie hauptsächlich unter dem Namen Flower auf.

## Leben und Karriere
Edwards ging in Hesperia (Kalifornien) zur Highschool. Sie ist verheiratet und hat zwei Kinder.
Ihr erster Pornofilm war Carnal Instincts, der im Dezember 1998 von Metro veröffentlicht wurde. Sie spielte dabei in einer Szene gemeinsam mit Charlie und Nikki Tyler. In Folge wurden insgesamt zehn Titel mit ihrer Beteiligung veröffentlicht, die meisten davon durch Metro oder Vivid Entertainment. Als letzter Pornofilm mit ihr erschien 2000 Ghost TV: The Elmer Channel. Bei allen ihren pornografischen Szenen trat sie gemeinsam mit anderen Frauen oder in Solo-Szenen auf.
2000 begann sie, die Call-In-Sendung Night Calls 411 bei Playboy TV zu moderieren. Dieses Spin-off zur 1995 bis 2007 laufenden TV-Show Nightcalls legte den Fokus auf Tipps für das Sexleben der Anrufer und E-Mail-Schreiber. Mit Playboy: Girlfriends 2 und Playboy:Club Lingerie war sie in softeren Filmen im Fernsehen zu sehen.
1999 spielte sie im Erotikfilm Andromina: The Pleasure Planet von Surrender Cinema als Prefect Alexa mit. Außerdem trat sie in einzelnen Folgen erotischer Fernsehserien wie Bedtime Stories, Lady Chatterley’s Stories oder Sexy Urban Legends auf. Bis 2002 spielte sie in zehn Erotik- und Liebesfilmen mit, ein elfter folgte mit Body & Soul.
Nach der Zeit beim Film gründete sie unter anderem Namen ein Unternehmen zum Verkauf von Sexspielzeugen.

## Filmografie (Auswahl)

### Pornofilme
- 1998: Carnal Instincts
- 1998: White Angel
- 1998: Sex Commandos
- 1998: Femme 2
- 2000: Ghost TV: The Elmer Channel

### Fernsehfilme
- 1999: Andromina: The Pleasure Planet
- 2000: Fast Lane to Vegas
- 2000: Private Call
- 2000: Girl for Girl
- 2001: Thrills – Enthüllungen der Lust
- 2001: Voyeur Confessions
- 2001: Love Games
- 2001: Hollywood Sex Fantasy
- 2002: Erotic Obsessions
- 2002: Deviant Desires
- 2002: The Exhibitionist Files
- 2002: Passion's Peak
- 2002: More Married People, Single Sex
- 2006: Body & Soul